# Comuna Polovli, Volodîmîreț
Polovli (în ucraineană Половлі) este o comună în raionul Volodîmîreț, regiunea Rivne, Ucraina, formată din satele Polovli (reședința) și Zelenîțea.

## Demografie
Componența lingvistică a comunei Polovli
     Ucraineană (99,55%)
     Alte limbi (0,36%)
Conform recensământului din 2001, majoritatea populației comunei Polovli era vorbitoare de ucraineană (99,55%), existând în minoritate și vorbitori de alte limbi.